# Lijst van voetbalinterlands Burundi - Rwanda
Deze lijst van voetbalinterlands is een overzicht van alle officiële voetbalwedstrijden tussen de nationale teams van Burundi en Rwanda. De landen speelden tot op heden elf keer tegen elkaar. De eerste ontmoeting werd gespeeld op 29 juni 1976 tijdens een vriendschappelijk toernooi in Libreville (Gabon). Dit was tevens de allereerste interland van het Rwandese voetbalelftal. Het laatste duel, een vriendschappelijke wedstrijd, vond plaats in Bujumbura op 5 maart 2014.

## Wedstrijden
| №  | Plaats      | Datum            | Competitie                   | Wedstrijd        | Uitslag |
| -- | ----------- | ---------------- | ---------------------------- | ---------------- | ------- |
| 1  | Libreville  | 29 juni 1976     | Vriendschappelijk            | Burundi – Rwanda | 6 – 2   |
| 2  | Bujumbura   | 30 augustus 1982 | Vriendschappelijk            | Burundi – Rwanda | 1 – 0   |
| 3  | Kigali      | 7 augustus 1999  | CECAFA Cup 1999              | Rwanda – Burundi | 0 – 0   |
| 4  | Kigali      | 15 maart 2003    | Vriendschappelijk            | Rwanda − Burundi | 4 − 2   |
| 5  | Addis Abeba | 13 december 2004 | CECAFA Cup 2004              | Burundi − Rwanda | 3 − 1   |
| 6  | Kigali      | 4 december 2005  | CECAFA Cup 2005              | Rwanda − Burundi | 2 − 0   |
| 7  | Kigali      | 27 mei 2007      | Vriendschappelijk            | Rwanda − Burundi | 1 − 0   |
| 8  | Bujumbura   | 6 februari 2008  | Vriendschappelijk            | Burundi − Rwanda | 0 − 0   |
| 9  | Kigali      | 26 maart 2011    | Afrika Cup 2012 kwalificatie | Rwanda − Burundi | 3 − 1   |
| 10 | Bujumbura   | 5 juni 2011      | Afrika Cup 2012 kwalificatie | Burundi − Rwanda | 3 − 1   |
| 11 | Bujumbura   | 5 maart 2014     | Vriendschappelijk            | Burundi − Rwanda | 1 − 1   |

## Samenvatting
| Competitie              | Totaal gespeeld | Winst Burundi | Gelijk | Winst Rwanda | Doelsaldo Burundi – Rwanda |
| ----------------------- | --------------- | ------------- | ------ | ------------ | -------------------------- |
| Afrika Cup-kwalificatie | 2               | 1             | 0      | 1            | 4 − 4                      |
| CECAFA Cup              | 3               | 1             | 1      | 1            | 3 − 3                      |
| Vriendschappelijk       | 6               | 2             | 2      | 2            | 10 − 8                     |
| Totaal                  | 11              | 4             | 3      | 4            | 17 − 15                    |

Wedstrijden bepaald door strafschoppen worden, in lijn met de FIFA, als een gelijkspel gerekend.